# 미강서원 터
미강서원 터는 대한민국 경기도 연천군 미산면 동이리에 있다. 2014년 12월 9일 연천군의 향토문화재 제21호로 지정되었다.

## 개요
미수 허목의 학문과 덕행을 추모하기 위해 창건하여 위패를 모셨던 서원의 터이다.

## 같이 보기
- 허목